# Canoa de Dufuna

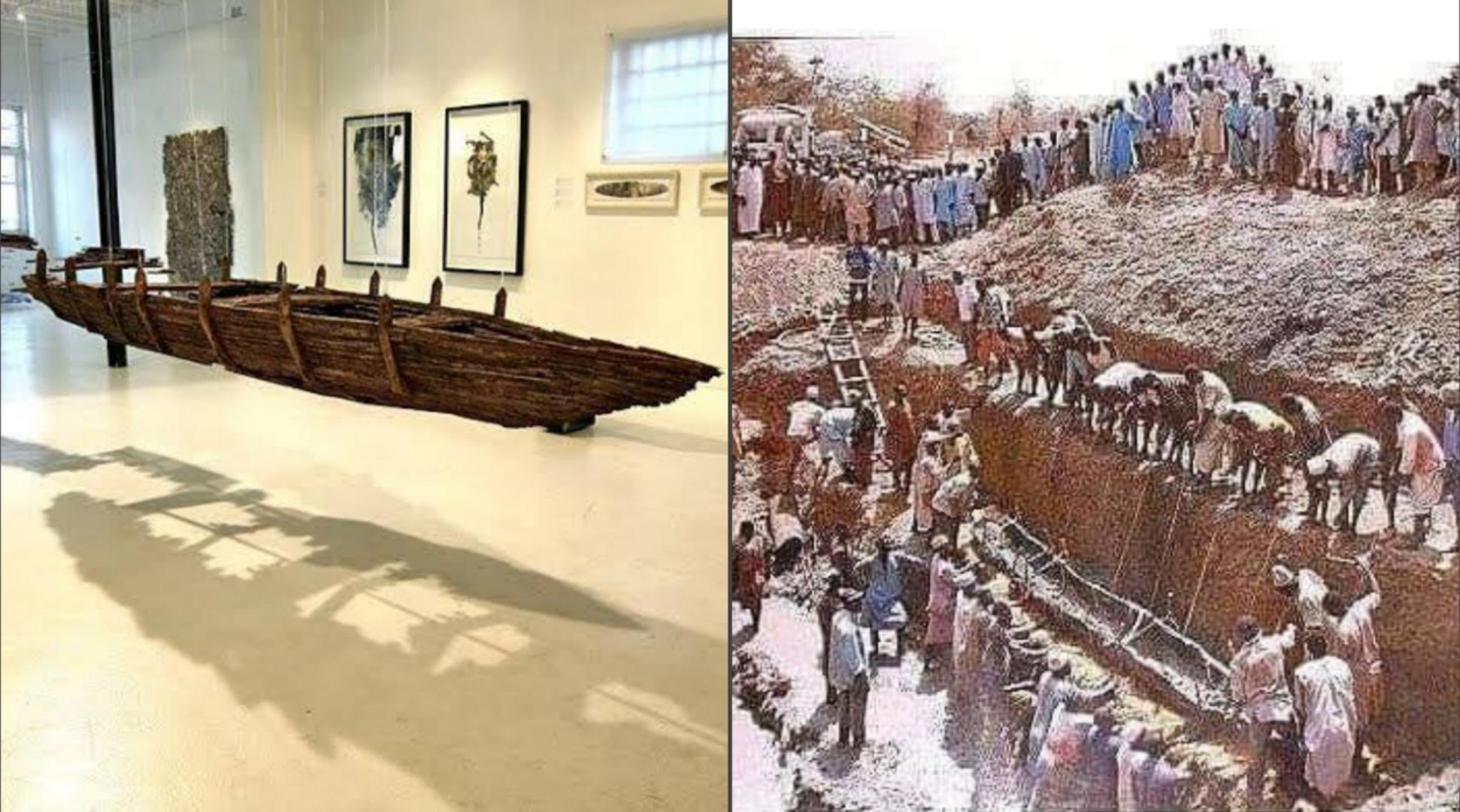
Exposição da Canoa Dufuna (esquerda) e um registro de sua escavação (direita)

A canoa de Dufuna é uma canoa descoberta em 1987 por um pastor de gato fula a alguns quilômetros da vila de Dufuna, na área de governo local de Fune, não muito longe do rio Comadugu Gana, no estado de Iobe, Nigéria. A datação por radiocarbono fornece datas entre 8 500 e 8 000 anos, permitindo associá-la ao Mega Lago Chade do Holoceno. É o barco descoberto mais velho da África, e o segundo mais velho do mundo. Ela hoje está em Damaturu, capital de Iobe.